# Prêmio E. Bright Wilson de Espectroscopia
O Prêmio E. Bright Wilson de Espectroscopia (em inglês:  E. Bright Wilson Award in Spectroscopy) é concedido anualmente pela American Chemical Society to recognize outstanding accomplishments in fundamental or applied spectroscopy in chemistry.  Foi concedido a primeira vez em 1997, denominado em memória do físico-químico estadunidense Edgar Bright Wilson.

## Recipientes
Fonte:
- 1997 Ahmed Zewail
- 1998 Robin M. Hochstrasser
- 1999 Richard Zare
- 2000 Ad Bax
- 2001 William Klemperer
- 2002 Takeshi Oka
- 2003 Marilyn Esther Jacox
- 2004 James K.G. Watson
- 2005 Eizi Hirota
- 2006 Donald Levy
- 2007 Michael David Fayer
- 2008 Jack H. Freed
- 2009 Paul Barbara
- 2010 George W. Flynn
- 2011 Veronica Vaida
- 2012 Robert Warren Field
- 2013 Steven G. Boxer
- 2014 Richard P. Van Duyne
- 2015 R. J. Dwayne Miller
- 2016 Robert Guy Griffin
- 2017 David J. Nesbitt
- 2018 Richard J. Saykally
- 2019 Martin Moskovits